# Extended Display Identification Data

Extended Display Identification Data est une spécification VESA implémentée dans un périphérique graphique généralement de type HDMI pour qu'il s'identifie auprès de la carte graphique à laquelle il est connecté.
Ce système est ainsi notamment censé permettre de figer automatiquement le profil d'affichage vidéo d'un appareil avec la résolution maximale ou la mieux adaptée de l'écran ou du vidéoprojecteur relié en HDMI.

## Exemple d'informations fournies par EDID
Une puce EDID peut contenir les informations suivantes :
- le nom du fabricant ;
- le nom du produit ;
- les formats vidéo supportés ;
- la profondeur de couleur ;
- et, dans certains cas, les formats audio supportés.